# Bulat Okudzhava

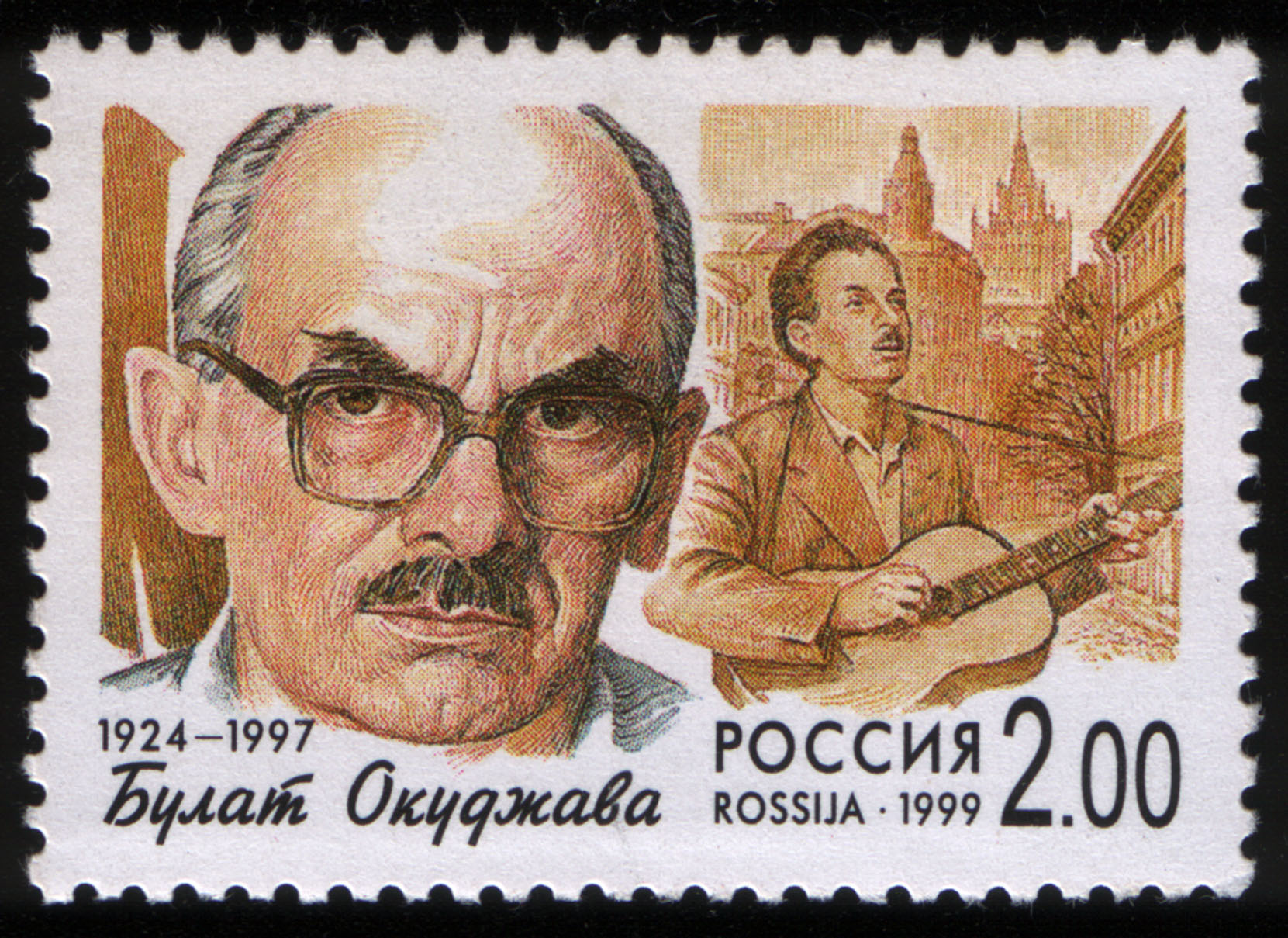
Sello postal con la imagen de Okudzhava.

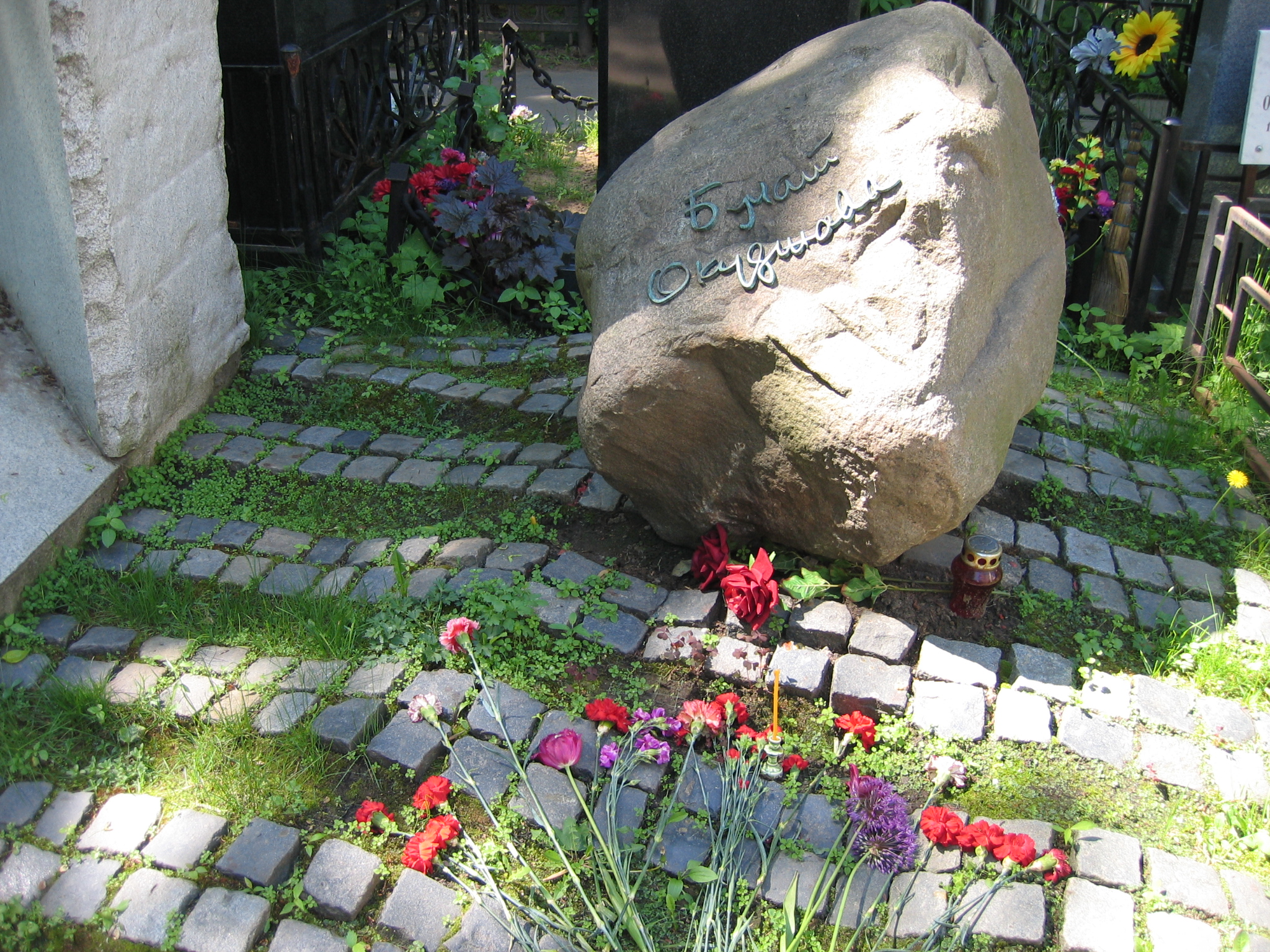
La tumba de Okudzhava (en 2007), en el cementerio de Vagánkovo, en Moscú.

Bulat Shálvovich Okudzhava (ruso: Булат Шалвович Окуджава; georgiano: ბულატ ოკუჯავა; Moscú, 9 de mayo de 1924 - París, 12 de junio de 1997) fue un poeta, escritor, músico, novelista y cantautor soviético y ruso de ascendencia georgiano-armenia. Fue uno de los fundadores del género ruso llamado «canción de autor» (авторская песня, ávtorskaya pesnya), o "canción de guitarra". Escribió unas 200 canciones, musicadas con su propia poesía. Sus canciones son una mezcla de las tradiciones poéticas y folclóricas rusas y el estilo chansonnier francés representado por contemporáneos de Okudzhava como Georges Brassens. Aunque sus canciones nunca fueron abiertamente políticas (en contraste con las de sus compañeros «bardos»), la frescura e independencia del arte de Okudzhava supuso un sutil desafío para las autoridades culturales soviéticas, que por ello dudaron durante muchos años en darle reconocimiento oficial.

## Biografía
Bulat Okudzhava nació en Moscú el 9 de mayo de 1924 en una familia de comunistas que habían llegado de Tiflis, la capital de la RSS de Georgia, para estudiar y trabajar en conexión con el Partido Comunista. Su nombre de pila, Bulat, es un nombre muy común de origen turco que significa ‘acero damasquino’ (a veces Okudzhava mencionaba que su nombre había tenido algo que ver con su vida).
La madre de Okudzhava, Ashjén Nalbandián, era sobrina de un conocido poeta armenio, Vahán Terián. Su padre fue comisario político durante la Guerra civil rusa y, posteriormente, miembro de alto rango del Partido Comunista, bajo la protección de Sergó Ordzhonikidze (1886-1937). Su tío Vladímir Okudzhava fue un anarquista y terrorista que abandonó el Imperio ruso tras un intento fallido de asesinar al gobernador de Kutaisi. Vladímir figuraba entre los pasajeros del tristemente famoso tren sellado que llevó a Vladímir Lenin, Grigori Zinóviev y otros líderes revolucionarios de Suiza a Rusia en abril de 1917.
Su padre, Shalva Okudzhava, fue detenido en febrero de 1937 durante la Gran Purga, acusado de trotskismo y pertenencia a la oposición de izquierda. Fue fusilado el 4 de agosto, junto con sus dos hermanos. Su mujer fue detenida en 1939 "por actos antisoviéticos" y enviada al Gulag. Bulat regresó a Tiflis para vivir con sus parientes. Su madre fue liberada en 1946, pero detenida por segunda vez en 1949, y pasó otros 5 años en campos de trabajo. Fue liberada totalmente en 1954 y rehabilitada en 1956, junto con su marido.
En 1941, a la edad de 17 años, un año antes de su graduación escolar prevista, Bulat Okudzhava se alistó voluntario en la infantería del Ejército Rojo, y desde 1942 participó en la guerra contra la Alemania nazi. Tras licenciarse en 1944, regresó a Tiflis, donde aprobó el bachillerato y se matriculó en la Universidad Estatal de Tiflis, donde se graduó en 1950. Tras graduarse, trabajó como profesor, primero en una escuela rural del pueblo de Shámordino, en la región de Kaluga, y más tarde en la propia ciudad de Kaluga.
En 1956, tres años después de la muerte de Stalin, Okudzhava regresó a Moscú. Tras la rehabilitación de sus padres y el XX Congreso del Partido, en el que Jruschov denunció el culto a la personalidad de Stalin, Bulat Okudzhava pudo ingresar en el Partido Comunista, del que siguió siendo miembro hasta 1990. En la capital soviética, trabajó primero como redactor en la editorial Molodaya Gvárdiya, y más tarde como jefe de la división de poesía del semanario literario nacional más destacado de la antigua URSS, Literatúrnaya gazeta (Gaceta literaria). Fue entonces, a mediados de la década de 1950, cuando empezó a componer canciones y a interpretarlas, acompañándose con una guitarra rusa de siete cuerdas.
Pronto estaba dando recitales. Sólo empleaba unos pocos acordes y no tenía formación musical, pero poseía un don melódico excepcional, y las inteligentes letras de sus canciones combinaban a la perfección con su música y su voz. Sus canciones fueron elogiadas por sus amigos, y se hicieron grabaciones amateur. Estas grabaciones no oficiales se copiaron ampliamente (el proceso se denominaba magnitizdat (por el magnetófono y a semejanza con samizdat) y se extendieron por toda la URSS y Polonia, donde otros jóvenes aprendieron a tocar sus canciones. En 1969, sus letras aparecieron en la película clásica soviética Sol blanco del desierto.
Aunque hasta fines de los años setenta ninguna institución soviética publicaba la obra de Okudzhava, ésta alcanzó una enorme popularidad (especialmente en la intelligentsia), primero en la URSS y luego en rusohablantes de otros países. Por ejemplo, Vladímir Nabókov (1899-1977) citó su Marcha sentimental en la novela Ada o el ardor: una crónica familiar.
Sin embargo, Okudzhava se consideraba ante todo un poeta y afirmaba que sus grabaciones musicales eran insignificantes. Durante la década de 1980, también publicó gran cantidad de prosa (su novela El teatro abolido le valió el Premio Booker ruso en 1994). En la década de 1980, por fin empezaron a publicarse oficialmente en la Unión Soviética grabaciones de Okudzhava interpretando sus canciones, y también se publicaron muchos volúmenes de su poesía. En 1991, recibió el Premio Estatal de la URSS. Apoyó el movimiento reformista de la URSS y, en octubre de 1993, firmó la Carta de los Cuarenta y Dos en apoyo de la postura de Borís Yeltsin durante la Crisis constitucional rusa de 1993.
Okudzhava murió en París el 12 de junio de 1997 y está enterrado en el cementerio de Vagánkovo de Moscú. Un monumento señala el edificio de la calle Arbat, 43 donde vivió. Su dacha en Peredélkino es ahora un museo abierto al público.
Un planeta menor, 3149 Okudzhava, descubierto por el astrónoma checa Zdeňka Vávrová en 1981, lleva su nombre. Sus canciones siguen siendo muy populares y se interpretan con frecuencia.

## Música
Okudzhava, como la mayoría de los bardos, no tenía un bagaje musical muy amplio. Aprendió a tocar la guitarra con ayuda de algunos amigos. También sabía tocar algunos acordes básicos en el piano.
Afinaba su guitarra rusa de siete cuerdas con la «afinación rusa» de
re-si-sol-re-do-sol-re (contando desde la cuerda más delgada [aguda] de abajo hasta la más gruesa [grave] de arriba), aunque a veces la bajaba uno o dos semitonos (trastes) para acomodarla más a su voz grave de barítono.
Tocaba de una manera clásica, generalmente pulsando las cuerdas con los dedos en un lento arpegio ascendente y descendente, o en un patrón de vals, con una línea melódica de bajo que él pulsaba con el pulgar.
Primero Okudzhava aprendió tres acordes básicos, pero hacia el final de su vida decía que ya había aprendido un total de siete acordes.
Muchas de las canciones de Okudzhava están en la tonalidad de do menor (que él lograba «bajando» si bemol) o en la menor, centradas en el acorde de do menor

(110X00X, desde la cuerda más delgada a la más gruesa)
Hacia los años noventa, Okudzhava adoptó la guitarra de seis cuerdas, pero manteniendo la afinación rusa (a la que le quitaba la cuarta cuerda), lo cual resultaba adecuado para su manera de tocar.

## Discografía
- Paper Soldier (Le Chant Du Monde, 1968)
- Песни Булата Окуджавы (‘Canciones de Bulat Okudzhava’). Rusia: Мелодия (‘Melodía’), 1966. Д 00016717-8.
- Булат Окуджава. "Песни". Rusia: Melodia, 1973. 33Д-00034883-84) - Canciones
- Булат Окуджава. Песни (стихи и музыка). Исполняет автоp (‘Canciones (letra y música). Ejecutadas por el autor’). Rusia: Melodia, 1976. М40 38867.
- Булат Окуджава. "Песни" (‘Canciones’). Rusia: Melodia, 1978. Г62 07097.
- Булат Окуджава. "Песни". Исполняет Булат Окуджава (‘Canta Bulat Okudzhava’). Rusia: Melodia, 1981. С60 13331.
- Булат Окуджава. Песни и стихи о войне (‘Canciones y versos de la guerra’). Rusia: Melodia, 1985. М40 46401 003.
- Булат Окуджава. "Новые песни" (Nuevas canciones). Rusia: Melodia, 1986. С60 25001 009.
- Булат Окуджава. "Песенка, коpоткая, как жизнь сама..." (‘Cancioncilla corta como la vida misma...). Rusia: Melodia, 1987. С62 25041 006.
- Пока земля еще вертится (‘Mientras la Tierra de vueltas’). SoLyd Records, CD, 1994.
- А как первый (‘Como el primer’). SoLyd Records, CD, 1997.
- Когда опустеет Париж (‘Cuando París se quede desierto’), 1995.
- Концерт в США (‘Recital en EE. UU.’), 1995.
- А как первая любовь (‘Como el primer amor’), 2002.
- Музыка арбатского двора. Песни об Арбате (‘Música de un patio en Arbat. Canciones de Arbat), 2002.
- Чудесный вальс (‘Maravilloso vals’), 2004.
- Лучшие песни (‘Las mejores canciones’), 2006.

## Obra literaria

### Colecciones poéticas
- 1956: Лирика (lírica)
- 1959: Острова (islas)
- 1964: Веселый барабанщик (tamborilero jovial)
- 1964: По дороге к Тинатин (el camino a Tinatín)
- 1967: Март великодушный (el marzo generoso)
- 1976: Арбат, мой Арбат (Arbat, mi Arbat)
- 1984-1985: Стихотворения (versos)
- 1988: Посвящается вам (dedicado a vosotros)
- 1989: Избранное (obras escogidas)
- 1989: Песни (canciones)
- 1989: Песни и стихи (versos y canciones)
- 1991: Капли Датского короля (gotas del rey de Dinamarca)
- 1993: Милости судьбы (favores del destino)
- 1995: Песенка о моей жизни (la cancioncita de mi vida)
- 1996: Чаепитие на Арбате (el té en Arbat)
- 1996: Зал ожидания (sala de espera)

### Prosa
- 1961: Будь здоров, школяр (¡que lo pases bien, escolar! En primera línea)
- 1967: Фронт приходит к нам (El frente viene a nosotros)
- 1970: Фотограф Жора (El fotógrafo Zhora)
- 1971: Бедный Авросимов (Глоток свободы) (El pobre Avrósimov)
- 1971-1993: Прелестные приключения (Las aventuras encantadoras; el agente de Tula)
- 1975-1992: Похождения Шипова, или Старинный водевиль (Las extraordinarias aventuras del agente secreto Shípov persiguiendo al conde León Tolstói en el año 1862).
- 1979: Избранная проза (Prosa escogida)
- 1979: Путешествие дилетантов (El viaje de los diletantes)
- 1985: Свидание с Бонапартом (La cita con Bonaparte)
- 1988: Девушка моей мечты (La muchacha de mi ensueño)
- 1989: Избранные произведения (Obras escogidas en 2 volúmenes)
- 1991: Приключения секретного баптиста (Las aventuras del bautista secreto)
- 1992: Повести и рассказы (Novelas cortas y relatos)
- 1993: Заезжий музыкант (El músico viajante)
- 1995: Упраздненный театр. (El teatro abolido) 
La novela fue traducida al español bajo el título Cerrar el tiempo, abrir los ojos. Crónica familiar. Edición en español de Círculo de lectores, Barcelona, 1996. Traducción de María García Barris. ISBN 10: 8422658631 / ISBN 13: 9788422658634

### Guiones de cine
- 1965: Верность (Fidelidad (con P. Todorovski))
- 1966: Частная жизнь Александра Сергеича, или Пушкин в Одессе (La vida privada de Pushkin, o Pushkin en Odesa (con su segunda esposa O. Artsimóvich)
- 1967: Женя, Женечка и катюша (Eugenio, Eugenita y katiusha (con V. Motyl)
- 1978: Мы любили Мельпомену… (Nosotros quieríamos a Melpómene… (con su segunda esposa O. Artsimóvich)

## Condecoraciones y premios
- Medalla por la Defensa del Cáucaso (URSS).
- 1984: Orden de la Amistad de los Pueblos (URSS).
- 1967: Premio SVP (Veladas Poéticas de Struga, Macedonia).
- 1985: Premio Guitarra de Oro (Sanremo, Italia).
- 1990: Premio Penyo Penev (Bulgaria).
- 1991: Premio Andréi Sájarov para «Coraje en literatura».
- 1991: Premio Estatal de la URSS.
- 1994: Premio Booker ruso por su novela El teatro abolido.
- 1990: Doctor honoris causa de la Universidad de Norwich (Vermont, EE. UU.)
- 1996: Ciudadano honorario de Kaluga.

## Premio Bulat Okudzhava
Fue instituido en 1997. Entre los galardonados con el premio están Bela Ajmadúlina, Aleksandr Gorodnitski, Yuli Kim, Aleksandr Dolski, etc.